# Prima Donna (film)
Pour plus de détails, voir Fiche technique et Distribution.
Prima Donna (Evensong) est un film britannique réalisé par Victor Saville, sorti en 1934.

## Synopsis
Une cantatrice irlandaise abandonne sa carrière par amour.

## Fiche technique
- Titre original : Evensong
- Titre français : Prima Donna
- Réalisation : Victor Saville
- Scénario : Edward Knoblock, d'après la pièce Evensong de Beverley Nichols et Edward Knoblock
- Adaptation : Dorothy Farnum (en)
- Direction artistique : Alfred Junge
- Costumes : Cathleen Mann
- Photographie : Max Greene
- Son : A. O'Donoghue
- Montage : Otto Ludwig
- Musique : Hubert Bath
- Direction musicale : Louis Levy
- Production : Graham Cutts
- Société de production : Gaumont-British Picture Corporation
- Société de distribution : Gaumont British Distributors
- Pays d'origine :  Royaume-Uni
- Langue originale : anglais
- Format : noir et blanc — 35 mm — 1,37:1 — son Mono
- Genre : Film musical, drame et romance
- Durée : 87 minutes
- Dates de sortie : 
  -  Royaume-Uni : septembre 1934
  -  France : 28 décembre 1934

## Distribution
- Evelyn Laye : Madame Irela, alias Maggie O'Neil
- Fritz Kortner : Arthur Kober
- Emlyn Williams : George Leary
- Carl Esmond : Comte Ehrenburg / Archiduc Théodore
- Alice Delysia : Madame Valmond
- Conchita Supervía : Baba L'Étoile
- Muriel Aked (en) : Tremlowe
- Dennis Val Norton : Sovino
- Arthur Sinclair : Pa O'Neil
- Patrick O'Moore : Bob O'Neil
- Browning Mummery (en) : Alfredo, le gondolier
- Frederick Leister : François-Joseph Ier d'Autriche
- George Treger : le violoniste tzigane
- Alec Guinness : un figurant

## Bande originale
- "I Wait For You" : musique de Mischa Spoliansky, lyrics d'Edward Knoblock
- "Tralee" : air traditionnel, lyrics d'Edward Knoblock et William Percy French
- "Tiddley Om Pom" : paroles et musique de Fred W. Leigh et Orlando Powell
- extrait de La Bohème de Giacomo Puccini
- "Santa Lucia" : paroles et musique de Teodoro Cottrau
- "Sorrentina" : air traditionnel
- "Tantasquallen" : musique de Franz von Suppé
- "Irela" : musique de Mischa Spoliansky
- "It's a Long Way to Tipperary" : paroles et musique de Jack Judge et Harry Williams
- A Perfect Day : écrit par Carrie Jacobs-Bond
- "Till The Boys Come Home" : musique d'Ivor Novello, lyrics de Lena Guilbert Ford
- "There's A Long, Long Trail a-Winding" : musique de Zo Elliott, lyrics de Stoddard King
- "I Want To Go Home" : air traditionnel
- "I Love The Moon" : écrit par Paul Rubens
- "Love's Old Sweet Song" : écrit par J.L. Molloy et G. Clifton Bingham
- "The Grasshopper's Dance" : musique d'Ernest Bucalossi
- "Tango de los ojos negros" : air traditionnel
- "Rondo" : musique de Gioachino Rossini
- "Las Hijas del Zebedeo" : musique de Ruperto Chapí